# Yukio Yamagata
Yukio Yamagata (山形ユキオ), nascido em 11 de março de 1957 em Fukuoka, é um cantor, ator e dublador japonês conhecido por seu trabalho em Hyakujuu Sentai Gaoranger.

## Carreira
Yamagata cantou em uma banda de soul chamada LOVE no início da carreira, com apresentações em bases militares dos EUA, mas recebeu um convite para se apresentar em um musical, área em que atua até o presente.
Era membro da banda Tush, com quem fez a música tema do anime Yattodetaman. A partir dela, foi a voz por trás de inúmeras músicas de anime e séries de tokusatsu.
Em 1996, fez a voz do personagem Kuro Bara Danshaku em um álbum dramatizado do anime Cherry Princess. Também fez a abertura do anime Bakusō Kyōdai Let's & Go, "Winning Run -Kaze ni Naritai-".
Em 2005, se apresentou no musical Rurudo no Kiseki, no Teatro Metropolitano de Tóquio. Ele também já atuou nas peças Miss Saigon e Les Misérables.
Entre seus trabalhos como seiyū, se destacam os de V Gundam e Shippuu! Iron Leaguer. Trabalha em dublagem de obras de outros países também, como no filme Piratas do Caribe: A Maldição do Pérola Negra.
Em 2009, se apresentou no Brasil, participando da Anime Friends.
Em 2010, se tornou o vocalista da banda Harimao.
Em 2015, lançou o single "Hippare! Monster Strike", com Hironobu Kageyama, para o jogo Monster Strike. Nele, cantou a música "worst end of the world". No mesmo ano, atuou na série Shuriken Sentai Ninninger, fazendo a voz do robô Lion Haoh.
Em 2023, lançou a canção "Kirameki", feita para um crossover entre personagens dos jogos Ash Arms e Sentinel Girls Marfusha.

## Estilo
Yamagata é conhecido por uma voz rouca, que ele diz ter aperfeiçoado com bourbon durante sua época como cantor de soul. Tal voz trouxe destaque especial em sua carreira quando fez a voz de um personagem da série de tokusatsu Gaoranger, onde também cantou a música de abertura, chamada "Gaoranger Hoero" ("Rujam, Gaorangers!", em tradução livre), gerando uma combinação que agradou bastante o público. Ele também tem uma peculiar pele morena por constantemente fazer bronzeamento artificial.